# Kommuner i Brasilien
I Brasilien er en kommune den mindste politisk-administrative enhed. Kommunen udfylder to roller: At være lovgivende magt, igennem et kommunalråd (câmara de vereadores) og at være udøvende magt gennem et præfektur (prefeitura)..

## Kompetencer
Et municipio er ansvarlig for de aspekter, der har direkte indflydelse på kommunens borgere, specielt byplanlægning, offentlig transport, grundskoler og spildevandshåndtering.

## Kommuner i Brasilien
Der findes 5.560 kommuner i Brasilien, fordelt på de 27 delstater.
- Den folkerigeste kommune er município de São Paulo, der har 10.927.985 (2005)
- Den areal-mæssigt største kommune er município de Altamira, der strækker sig over 161.446 km² i delstaten Para
- Den areal-mæssigt mindste kommune er município Santa Cruz de Minas, der strækker sig over mindre 3 km² i delstaten Minas Gerais.